# Antonivka, Starobilsk
Antonivka (în ucraineană Антонівка) este un sat în comuna Sadkî din raionul Starobilsk, regiunea Luhansk, Ucraina.

## Demografie
Componența lingvistică a localității Antonivka
     Ucraineană (92,5%)
     Rusă (6,88%)
     Alte limbi (0,63%)
Conform recensământului din 2001, majoritatea populației localității Antonivka era vorbitoare de ucraineană (92,5%), existând în minoritate și vorbitori de rusă (6,88%).